# NGC 3553
NGC 3553 je eliptična galaktika u zviježđu Velikom medvjedu. 

## Vanjske poveznice
- (eng.) SEDS: NGC 3553
- (eng.) Revidirani Novi opći katalog
- (eng.) Izvangalaktička baza podataka NASA-e i IPAC-a
- (eng.) Astronomska baza podataka SIMBAD
- (eng.) VizieR